# Cathedral (Kolorado)
Cathedral – jednostka osadnicza w Stanach Zjednoczonych, w stanie Kolorado, w hrabstwie Hinsdale.